# Dolmen

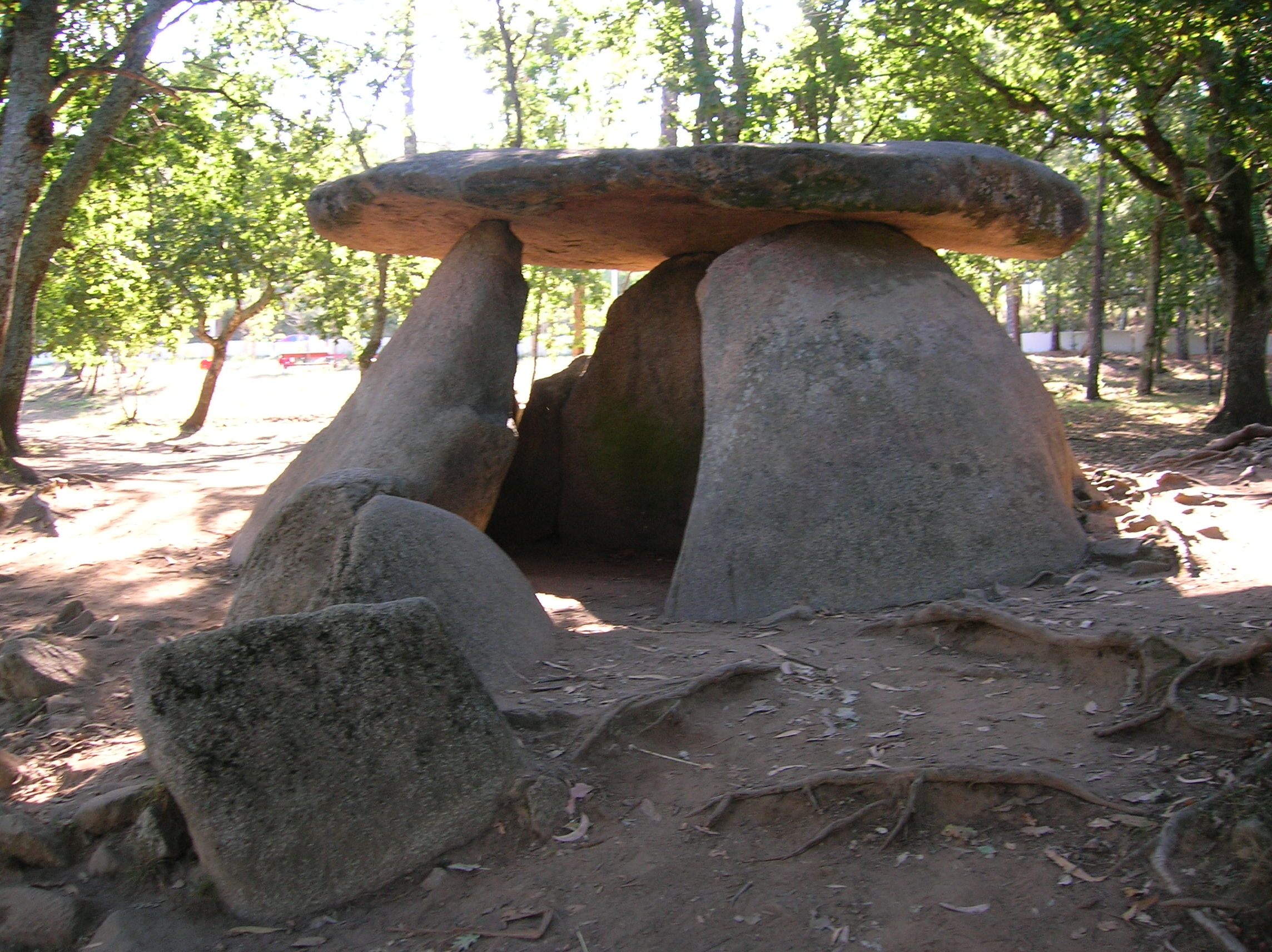
Dolmen de Axeitos, Galicia.

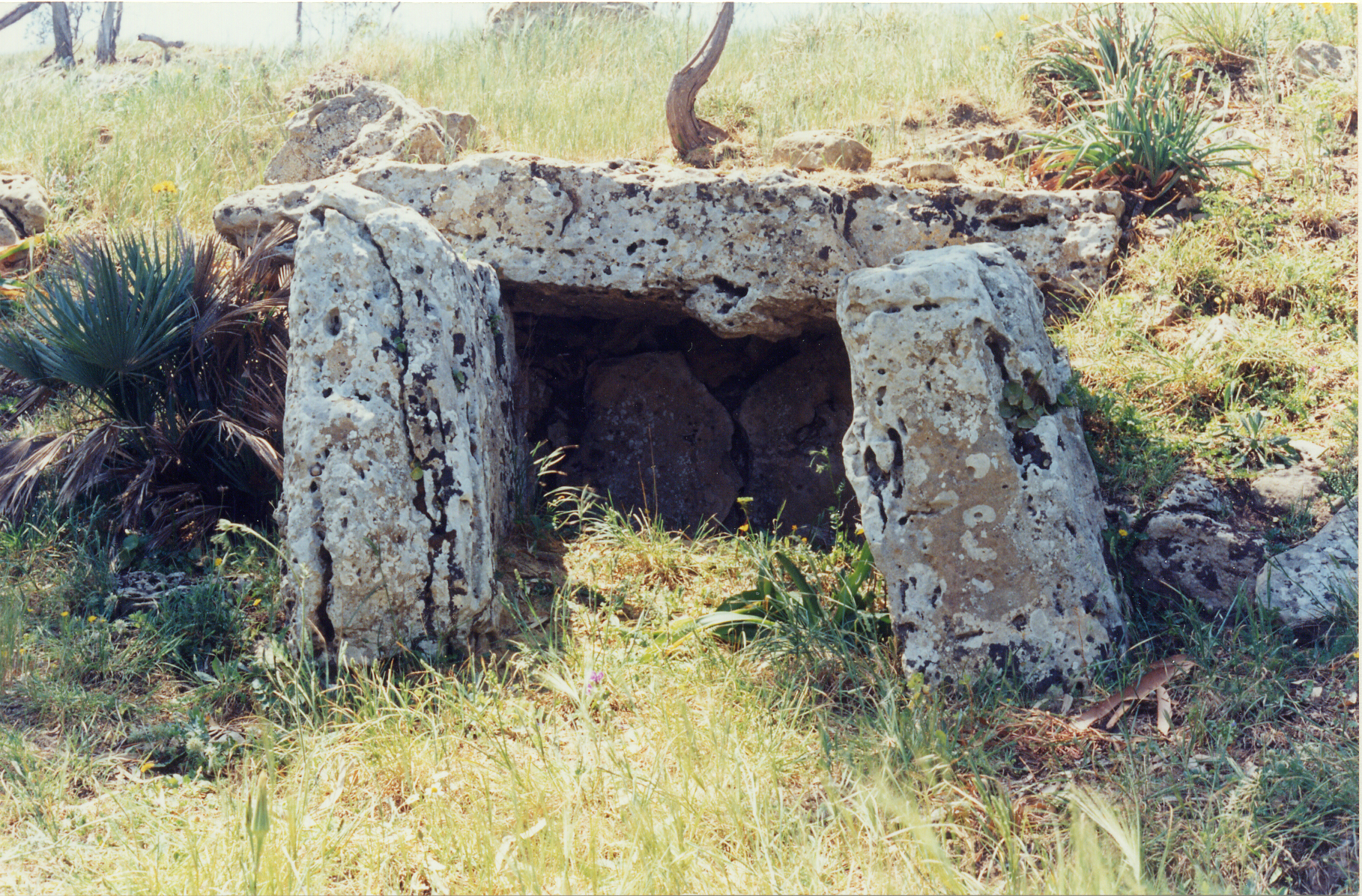
Dolmen de monte Bubbonia (cámara cuadrangular), Sicilia.

Un dolmen, que en bretón quiere decir ‘mesa grande de piedra’, es una construcción megalítica consistente, generalmente, en varias losas (ortostatos) clavadas en la tierra en posición vertical y una o más losas, a modo de cubierta, apoyadas sobre ellas en posición horizontal. El conjunto conforma una cámara y está rodeado en muchos casos por un montón de tierra de sujeción o piedras que cubren en parte las losas verticales, formando una colina artificial o túmulo, distinguible como marca funeraria.
Estas estructuras fueron construidas durante el neolítico y el Calcolítico y se dan en Europa Occidental, sobre todo en la franja atlántica, donde se cuentan por miles. Su función atribuida suele ser la de sepulcro colectivo, pero también se cree que puede ser una forma de reclamar un territorio y reforzar la identidad grupal, dada la poca identidad de los poblados neolíticos en tránsito a los calcolíticos y que prepara las ciudades de la época del bronce.
Los modelos sencillos de dólmenes consisten en dos o más piedras verticales (nadir)  y encima una horizontal (acimut), ejercicio de destreza constructiva monumental sin par. Generalmente se acompaña de otras piedras de grandes dimensiones en los alrededores.
Cuando al dolmen se le añade un pasillo que lo conecta con el exterior, se le llama tumba de corredor a la manera de avenida para desfilar el cortejo funerario, cuya cámara puede estar construida con ortostatos (grandes losas) mediante una falsa cúpula hecha con lajas de piedra o haber sido excavada en la roca. Es el primer ejemplo de habilidad constructiva al mover enormes bloques con el reto de mantener alzada la estructura.
Un tercer tipo de tumba megalítica es la de galería, más tardía, en la que el corredor no se diferencia de la cámara, y que a veces cuenta con pilares, prototipo posterior de las columnas en los templos, con el fin de sostener las pesadas cubiertas.

## Lugares con dólmenes

### Asia

#### Corea

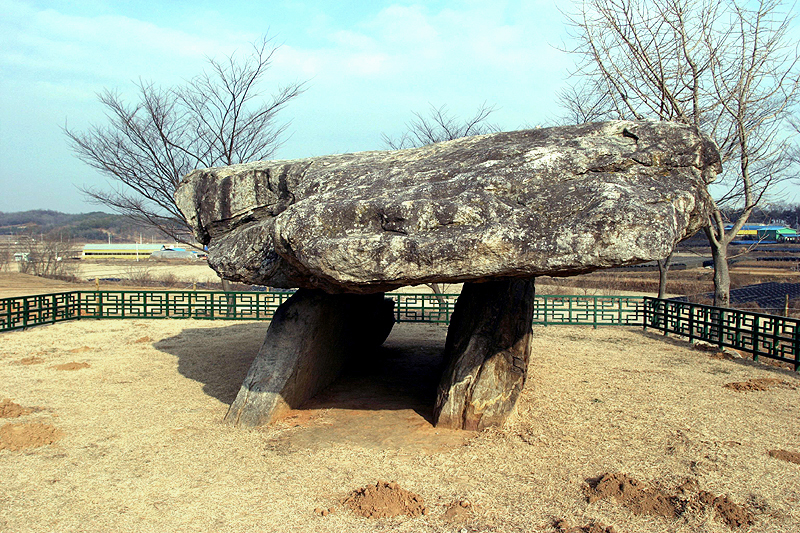
El dolmen en Ganghwa, Corea del Sur. Demuestra un tipo del norte.

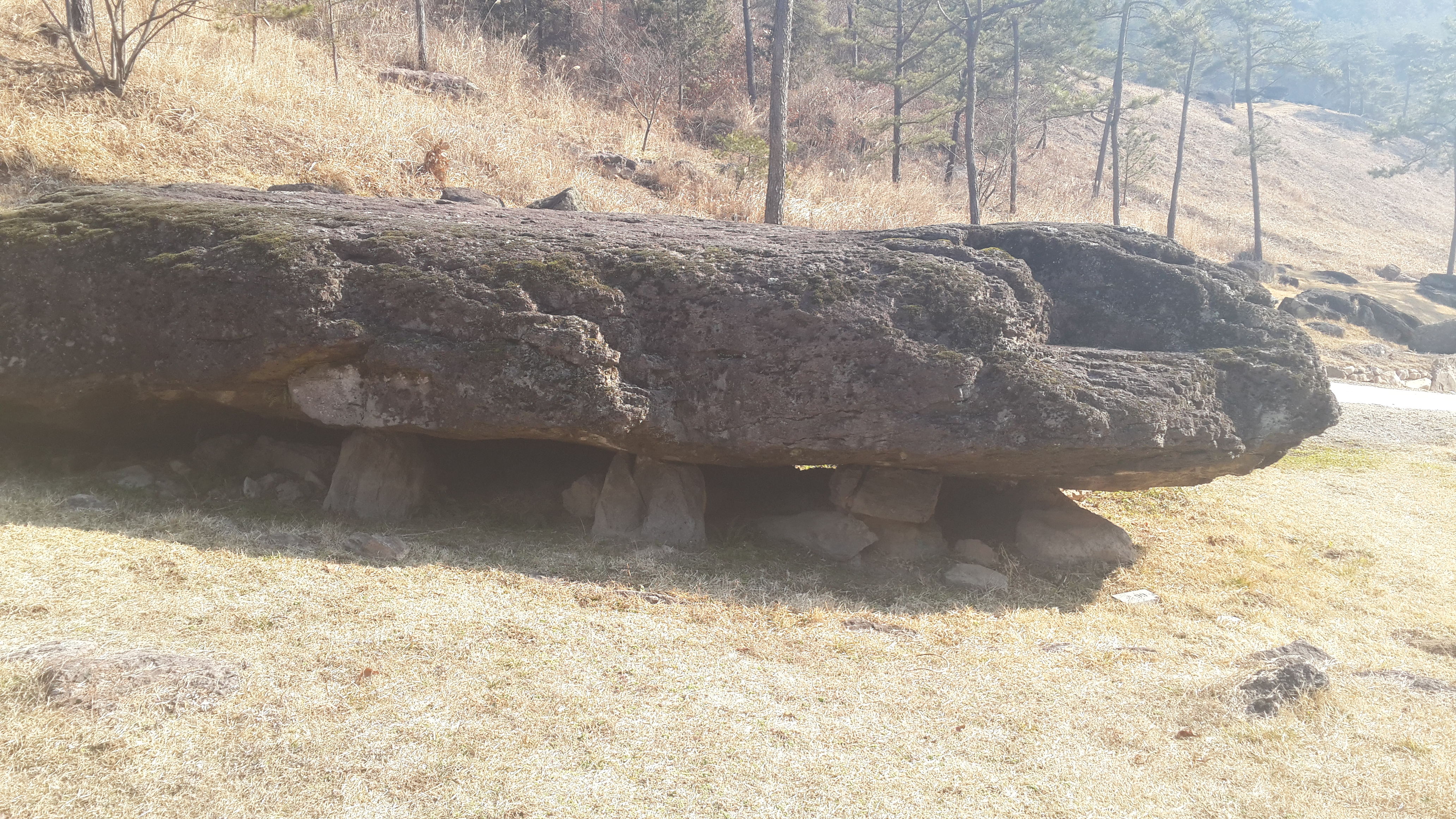
Un dolmen en Hwasun de Corea del Sur. Se incluye la parte del patrimonio mundial de UNESCO.

La mayor parte de los dólmenes conocidos se encuentra en la península Coreana. Se estima que hay 35 000 dólmenes en Corea que son casi el 40 % de todos los del mundo.
La mayoría se encuentra en la zona costera occidental de Corea del Sur, un área que se convertiría en la sede de la confederación Mahan, uno de los tres protoestados "Han" reunidos en el antiguo reino de Baekje. Hay tres sitios del Patrimonio Mundial de la UNESCO denominados Sitios de dólmenes de Koch'ang, Hwasun y Kanghwa que poseen más de 1000 dólmenes. Los de Hwasun se estima que fueron erigidos en 3000 a. C.
La palabra coreana para dolmen es "고인돌"(goindol, "piedra de apoyo"). Hasta hace poco tiempo no se han efectuado estudios serios de estos monumentos coreanos. Después de 1945, los coreanos están realizando investigaciones. Los dólmenes coreanos presentan una forma distinta de los de Europa.
En 1981, un conservador del Museo Nacional de Corea, Gon'gil Ji, clasificó los dólmenes coreanos en dos tipos generales: norte y sur. El límite entre ellos está en el río Bukhan, aunque ejemplos de ambos tipos se encuentran a cada lado. Los dólmenes del norte se alzan sobre el suelo, con una cámara de cuatro lados y un techo megalítico (también conocidos como "tipo mesa"), mientras que los dólmenes de estilo sureño se construyen normalmente en el suelo y contienen un cofre de piedra o pozo cubierto por una losa de roca.
Los dólmenes coreanos también se pueden dividir en tres tipos principales: el tipo mesa, el tipo go-mesa y el tipo de culminación no compatible. Los dólmenes de Ganghwa son un tipo de dolmen del norte, con forma de mesa, y es la piedra más grande de este tipo en Corea del Sur, que mide 2,6 por 7,1 por 5,5 metros. Hay muchos subtipos y estilos diferentes. Los dólmenes de tipo sureño se asocian con enterramientos pero la razón de la construcción de los dólmenes estilo norteño es incierto. Debido al gran número y la gran variación en los estilos, sin embargo, no se ha establecido la cronología absoluta de los dólmenes coreanos. En general se acepta que la cultura megalítica coreana surgió al final del Neolítico, durante el cual la agricultura se desarrolló en la península, y floreció a lo largo de la Edad del Bronce. Por lo tanto, se estima que los dólmenes coreanos fueron construidos en el primer milenio antes de Cristo.
No existe una teoría concluyente actual sobre el origen de la cultura megalítica de Corea, por lo que es difícil determinar el verdadero carácter cultural de los dólmenes coreanos. Unos pocos dólmenes del estilo del norte se encuentran en Manchuria y la península de Shandong. Fuera de la península, especímenes similares se pueden encontrar en menor número, pero a menudo son considerablemente más grandes que los dólmenes coreanos. Es un misterio por qué esta cultura floreció tan extensamente sólo en la península coreana y sus alrededores en el noreste de Asia.

#### India
En Karnataka se ha identificado más de cincuenta dólmenes en la parte superior de Pandavara Betta aproximadamente a 7 km de distancia de Somwarpet hacia Shaniwar Sante en el distrito Madikeri (Coorg). Por otro lado, en Tamil Nadu, se han identificado 100 dólmenes en Moral Pari, cerca de Mallachandram, situado a 19 km del distrito Krishnagiri.
También hay dólmenes en Andhra Pradesh, Karnataka, Kerala y Tamil Nadu en la región meridional del país.

#### Eurasia (noroeste del Cáucaso) Circasia
Es posible encontrar más de tres mil dólmenes y otras estructuras megalíticas en el noroeste del Cáucaso en Rusia, donde se incrementa el número de dólmenes descubiertos cada año en estas montañas. Estos dólmenes tienen relación con la cultura de Maykop. Esta gran ciudad de dólmenes se construyó en la orilla del Mar Negro, bajando desde Maykop hasta Sochi. Sus habitantes se dedicaban a trabajar el metal. Los dólmenes se construyeron como bóvedas o cajas de seguridad de piedra para ocultar y proteger objetos metálicos (de oro, plata, bronce), joyas y otros tesoros, que eran objeto de comercio con Persia, Asiria, Egipto y Creta. Esta ciudad fue incendiada y saqueada por los invasores escitas al comienzo del primer milenio antes de Cristo, y sus habitantes fueron esclavizados.[cita requerida]

#### Oriente Medio
Existen dólmenes en Israel, Siria, Irán y Jordania. Un gran número de grandes dólmenes se encuentran en el Parque Nacional israelí en Gamla y algunos de los dólmenes se puede ver en la meshkin shahr en shahr yeri o pirazmian.
Hay muchos ejemplos de dólmenes en los núcleos históricos de Johfiyeh y Natifah, en el norte de Jordania. La mayoría de ellos se encuentra alrededor de Madaba, como los de Al Faiha, a 10 km al oeste de la ciudad Madaba. Otros dos se sitúan en Hisbone, y la mayoría se encuentran en Zarqa Ma'in a Al-Murayghat, donde están siendo destruidas por canteras de grava.

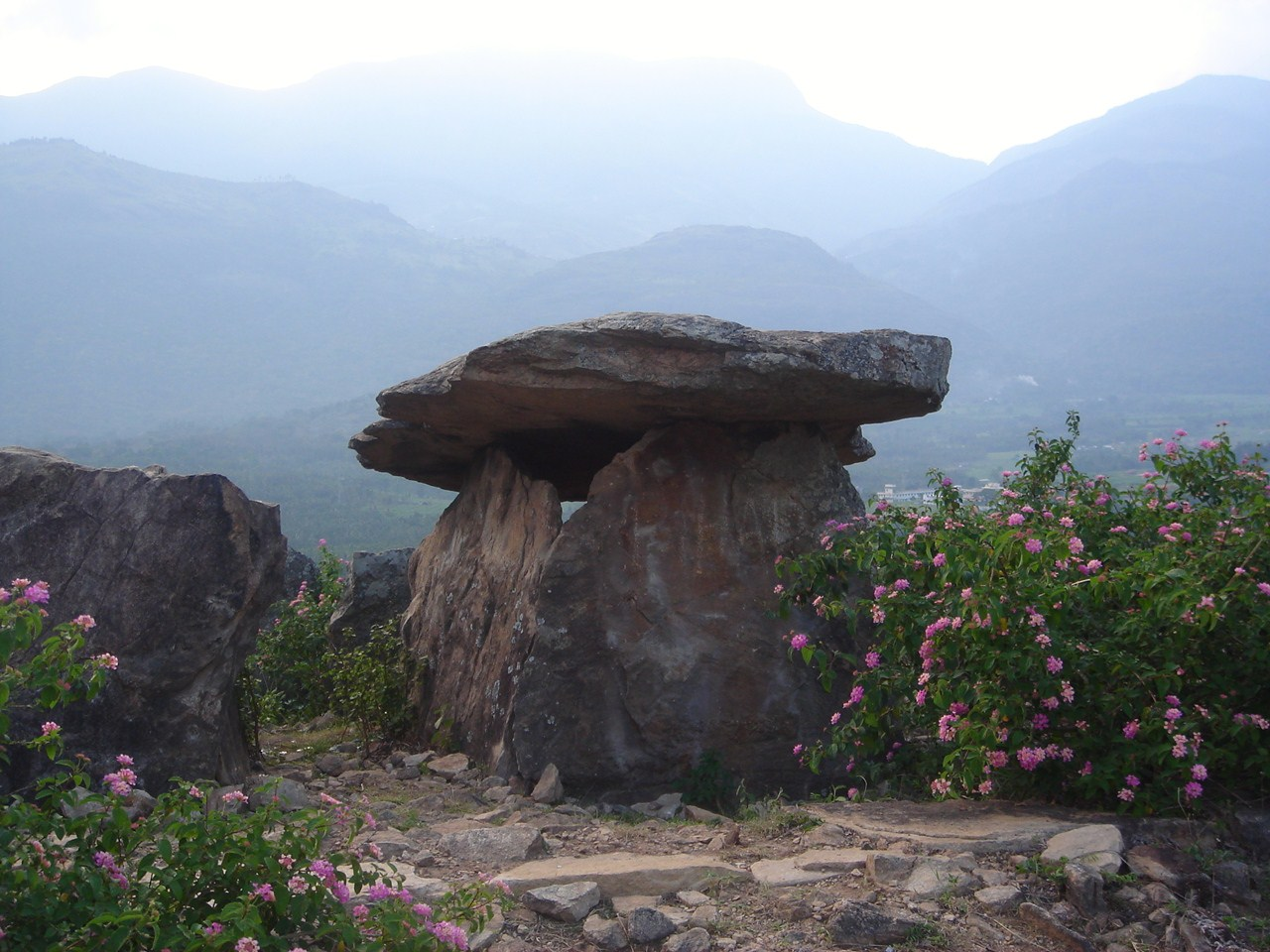
Un dolmen erigido por el pueblo neolítico en Marayur, India
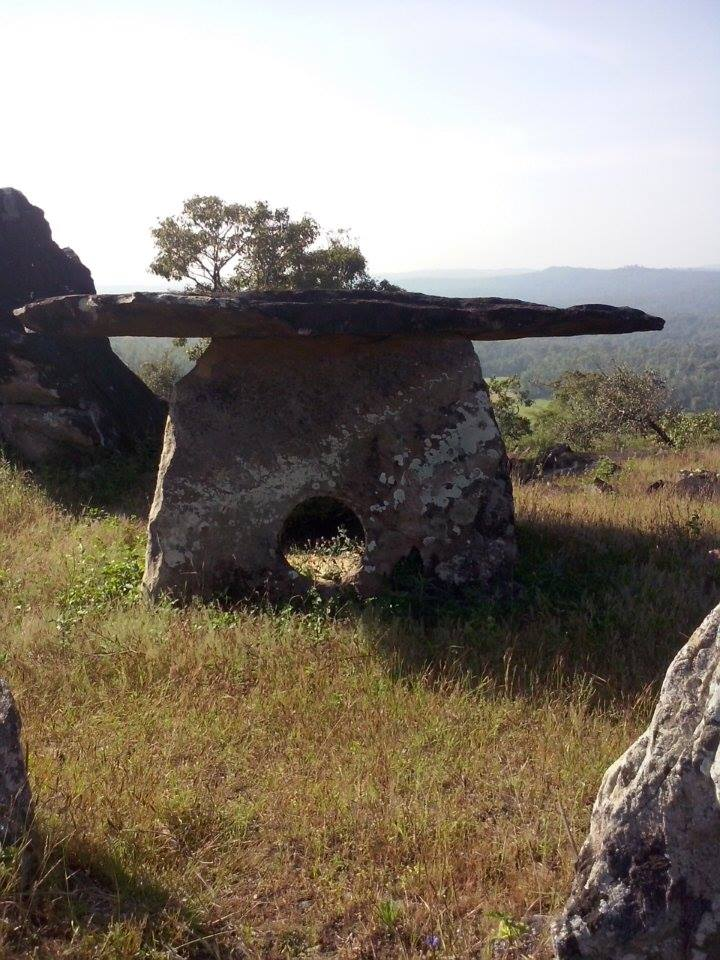
Dólmenes, Sulimalthe, Somwarpet
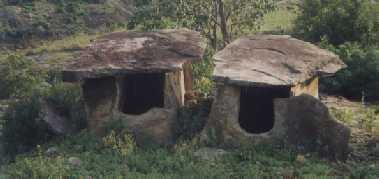
Dólmenes de Marayoor en Kerala, India.
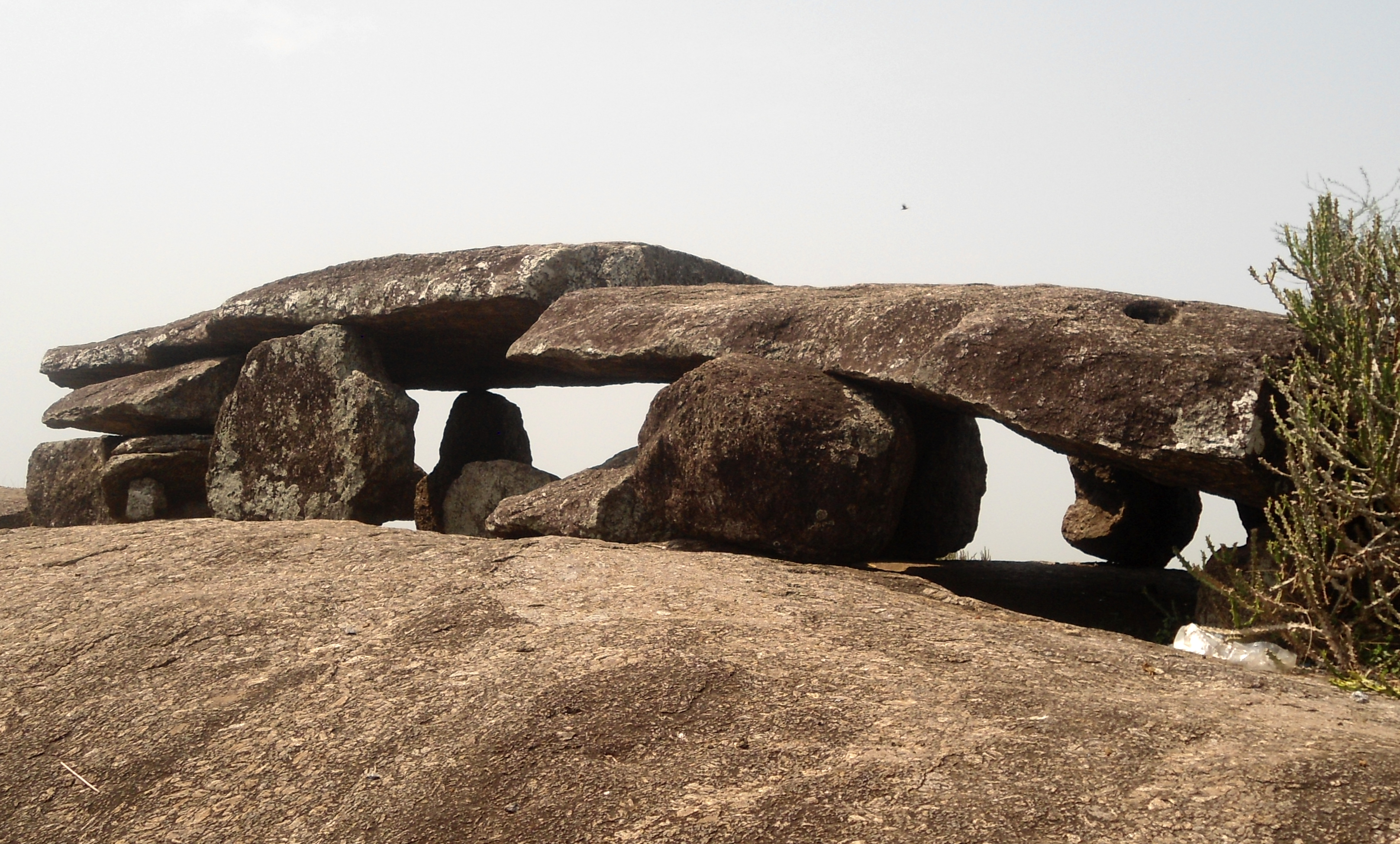
Dolmen megalítico en Dannanapeta, Andhra Pradesh, India
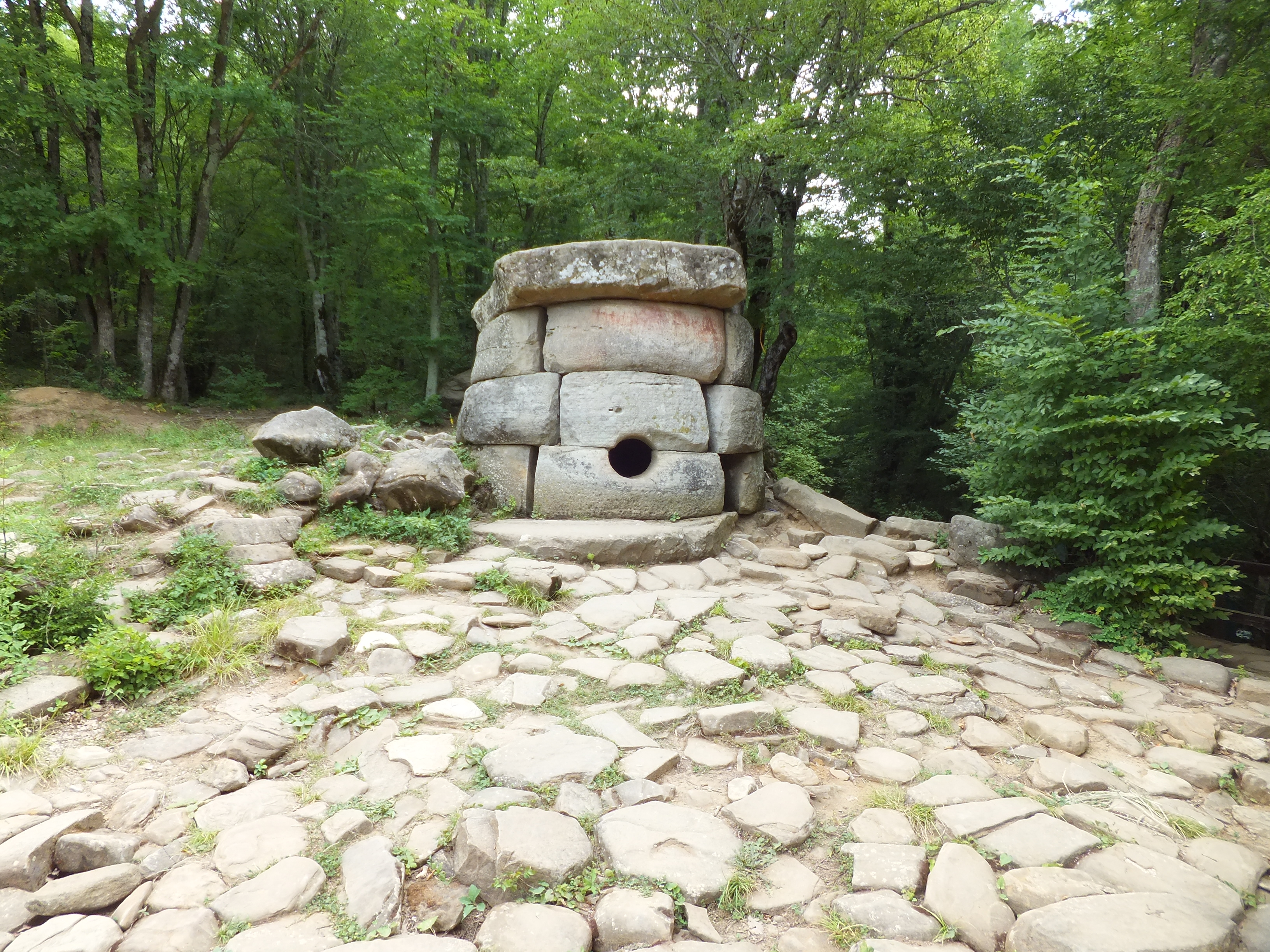
Dolmen en el valle del río Zhane, Rusia
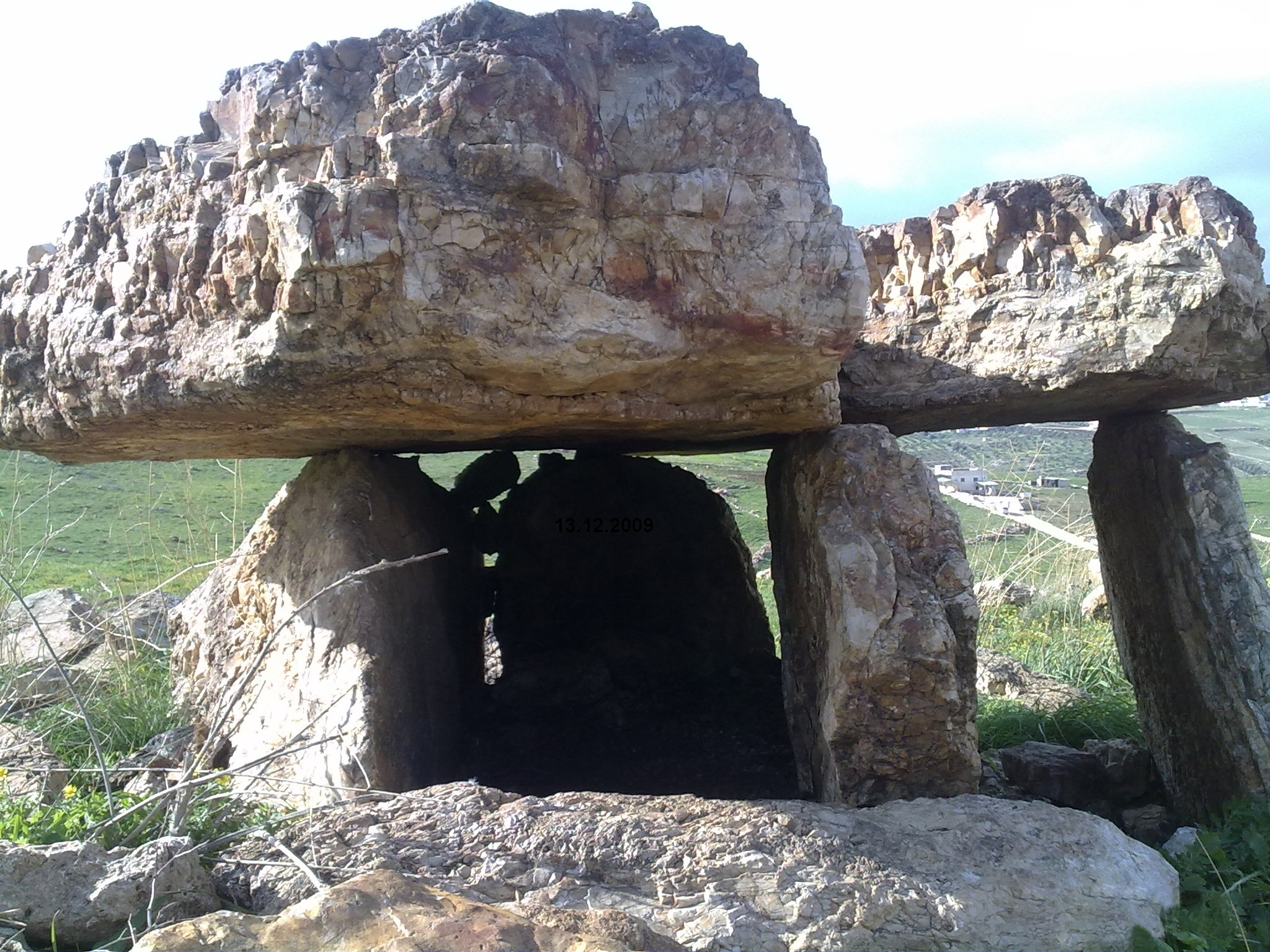
Dolmen en Johfiyeh, Jordania.
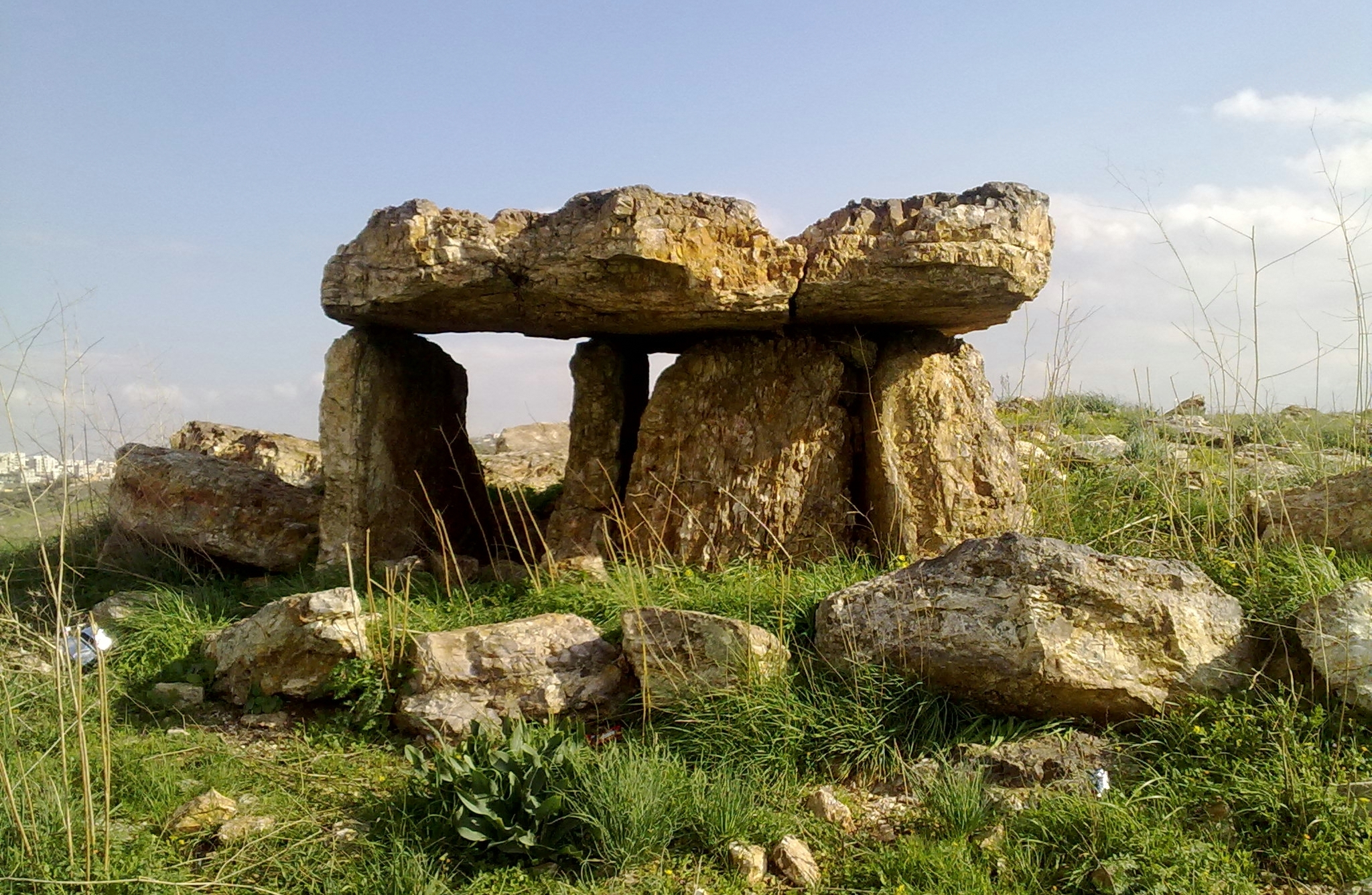
Dolmen en Johfiyeh, Jordania

### África

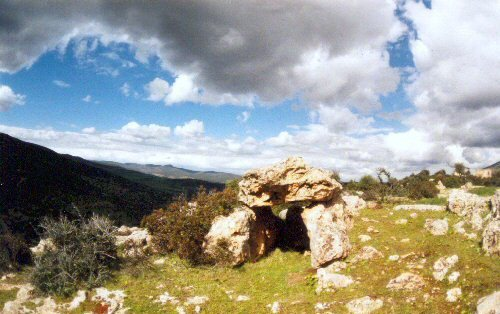
Dolmen en Roknia, una necrópolis antigua, en la región de Guelma, al noreste de Argelia; la zona alberga más de siete mil dólmenes desperdigados en un área de 2 km.

#### Cuerno de África
En el norte de Somalia, la ciudad de Aw Barkhadle (denominada así en honor del erudito y santo Yusuf bin Ahmad al-Kawneyn del siglo XIII) está rodeada por una serie de estructuras antiguas, entre otras, dólmenes, túmulos, menhires y estelas.

#### Norte de África
Por otro lado, en la región septentrional de Túnez se sitúa Dougga, un importante yacimiento arqueológico, que alberga una necrópolis con dólmenes. El asentamiento también cuenta con un santuario dedicado a Baal Hammon, estelas neopúnicas, un mausoleo, restos arquitectónicos y un templo dedicado a Masinissa, cuyos restos fueron encontrados durante las excavaciones arqueológicas.

### Europa

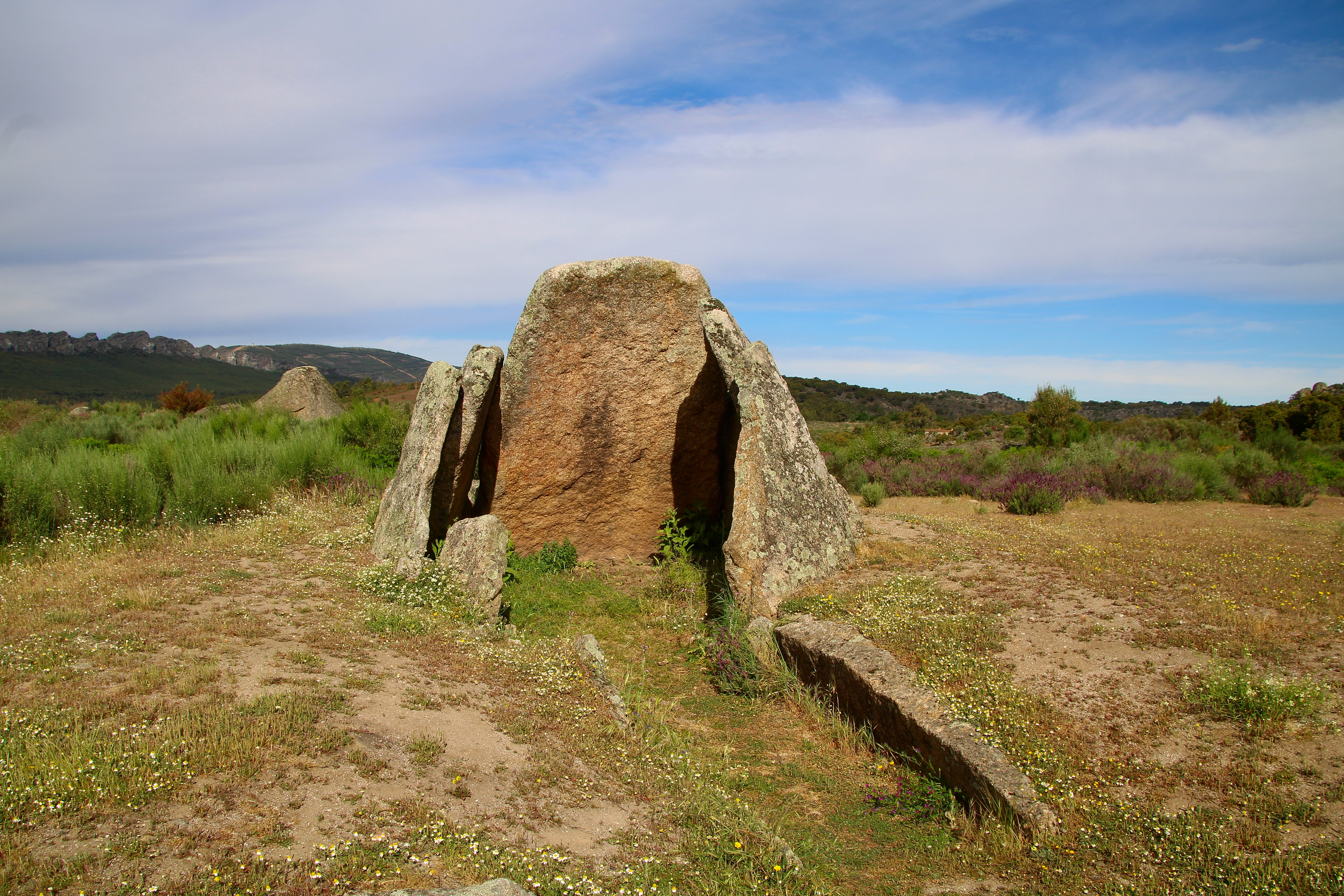
Dolmen Data I en Valencia de Alcántara, Extremadura

Comenzando en el Reino Unido, es preciso comenzar citando Lanyon Quoit, un dolmen situado en Cornualles, 3.2 km al sureste de Morvah, cerca de la carretera que dirige de Madron a Morvah. La losa superior descansa a 2.1 m de altura con dimensiones de 2.7 por 5.3 m, y un peso de 13.5 toneladas. Al oeste, en Irlanda, se encuentra el denominado mayor dolmen de Europa, el Dolmen de Brownshill, ubicado en el condado de Carlow, Irlanda. Su losa superior pesa aproximadamente 150 toneladas. Por otro lado, en las islas del Canal, aparecen muchos ejemplos en las islas de Jersey y Guernsey, como La Pouquelaye de Faldouet, La Sergenté, y La Hougue des Géonnais. El término Houge deriva del nórdico antiguo haugr, cuyo significado es el de montículo o pila. El más famoso de ellos es La Hougue Bie, un yacimiento neolítico de 6000 años de antigüedad, que se asienta dentro de un gran montículo; en cuya cima se construyó posteriormente una capilla.
Al otro lado del Canal de La Mancha, en Francia, las zonas megalíticas de mayor importancia se sitúan en Vendée, Quercy y en el del sur del país galo (Languedoc, Rouergue y Córcega). Entre las vastas agrupaciones neolíticas de los alineamientos de Carnac en [Bretaña] se hallan varias docenas de dólmenes. A lo largo del país, varios dólmenes todavía permanecen erigidos, como los de Passebonneau y Gorces, cerca de Saint-Benoît-du-Sault.
En Italia se puede encontrar dólmenes en Apulia, Cerdeña y en Sicilia. En esta última región hay pequeños dólmenes en Mura Pregne (Palermo), Sciacca (Agrigento), Monte Bubbonia y Butera (Caltanissetta), Cava dei Servi (Ragusa), Cava Lazzaro y Avola (Siracusa). En la zona denominada Cava dei Servi, se encontró un dolmen atípico, alejado de la forma adintelada típica: es un monumento semi-ovalado formado por cuatro lajas rectangulares fijadas a la tierra; otras tres encima, apoyándose de tal manera que reducen la superficie y forman una falsa cúpula y por último, dos grandes bloques paralelepípedos completan la construcción.
En la península ibérica, por un lado se pueden encontrar dólmenes a lo largo de Portugal, desde sencillos ejemplos a otros más complejos de arquitectura megalítica, como el Crómlech de los Almendros o Gran Dolmen de Zambujeiro. En España, por otro lado, se pueden encontrar dólmenes en Galicia (como Axeitos), País Vasco y Navarra (como el Sorgin Etxea - Chabola de la Hechicera), siendo el término vasco para ellos trikuharri o jentiletxe, La Rioja (como el Dolmen de la Cascaja...), Aragón (p. ej.: Aguas Tuertas, Tella, Villanúa...), Cataluña (como Cova d'en Daina o Creu d'en Cobertella), Andalucía (como el Dolmen de Menga) y Extremadura (como "Dolmen de Lácara"). 
Por último, es preciso referirse a la zona de los Balcanes, donde en Bulgaria hay interesantes dólmenes en las montañas de Sakar y Strandzha, y en el sistema de los Rodopes Orientales, que constituyen las primeras construcciones funerarias en este país. Destaca entre ellos el de Hliabovo, de la Edad del Hierro (aproximadamente del 1050 al 500 a. C). Por otro lado, en Albania hay también un dolmen en Horë-Vranisht, en el suroeste del país, conocido allí como "Guri me qiell" ("Piedra en el cielo") o "Sofra e Zotit" ("Mesa de Dios"). Un poco más al este, en Turquía, hay algunos dólmenes en las Regiones de Lalapasa y Suloglu (en la provincia de Edirne) y las Regiones de Kofcaz, Kirklareli y Demirkoy (en la provincia de Kirklareli), en Tracia oriental. Y también, algunos se sitúan en diferentes regiones de Anatolia.
Dólmenes de Valencia de Alcántara, en el Berrocal de la Data (La Aceña de La Borrega)

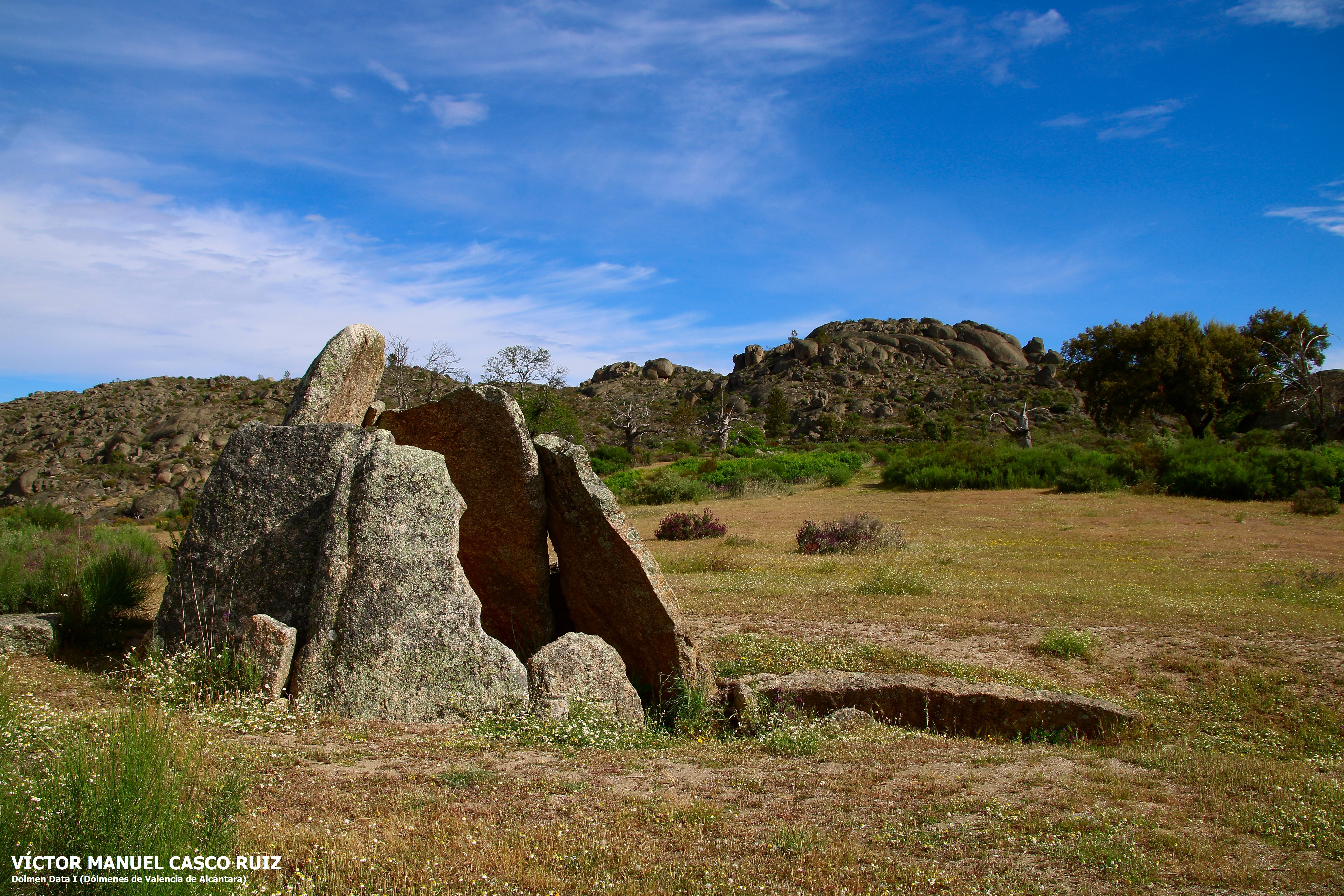
Data I y Berrocal de la Data
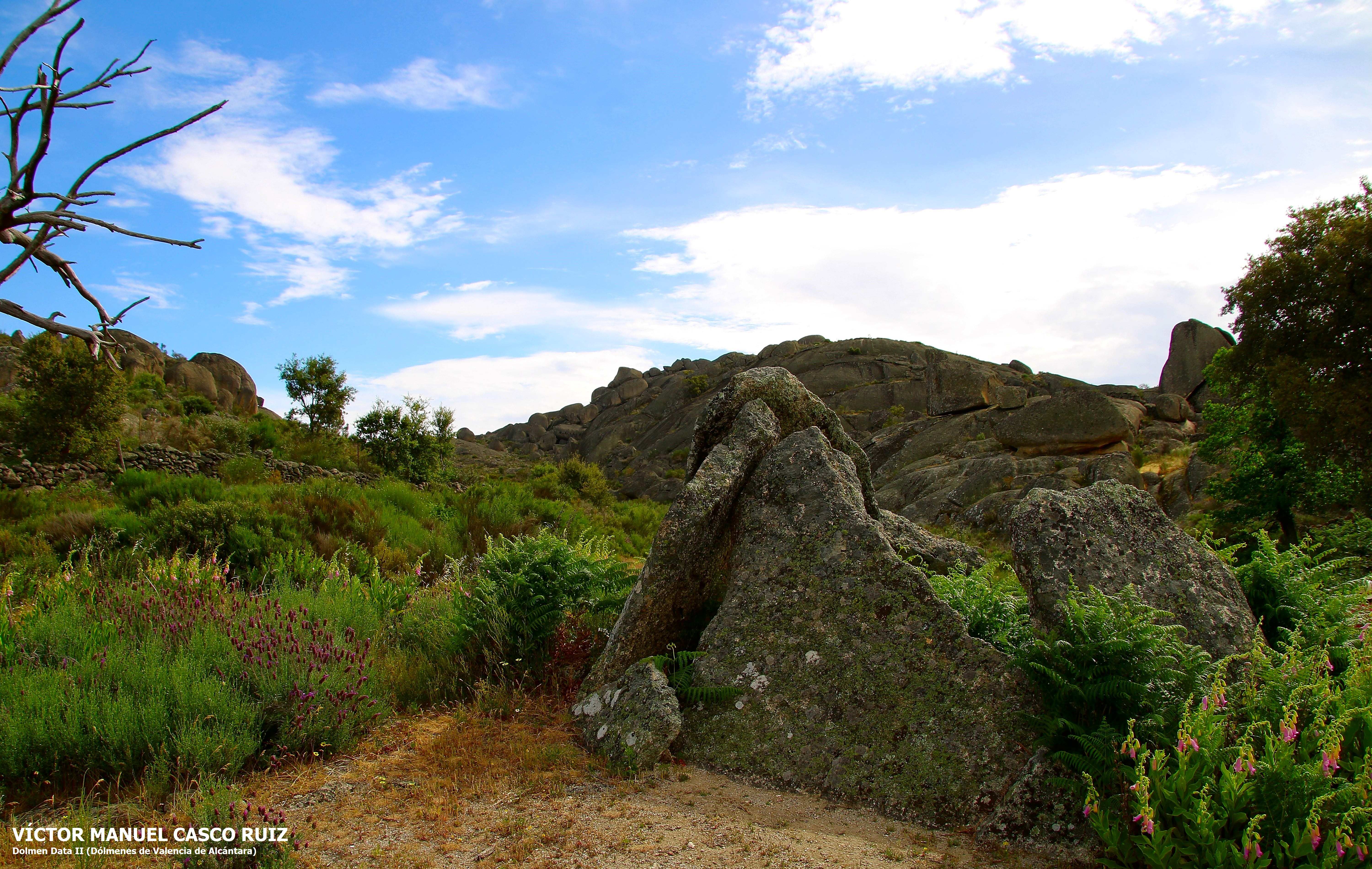
Data II y Berrocal de la Data
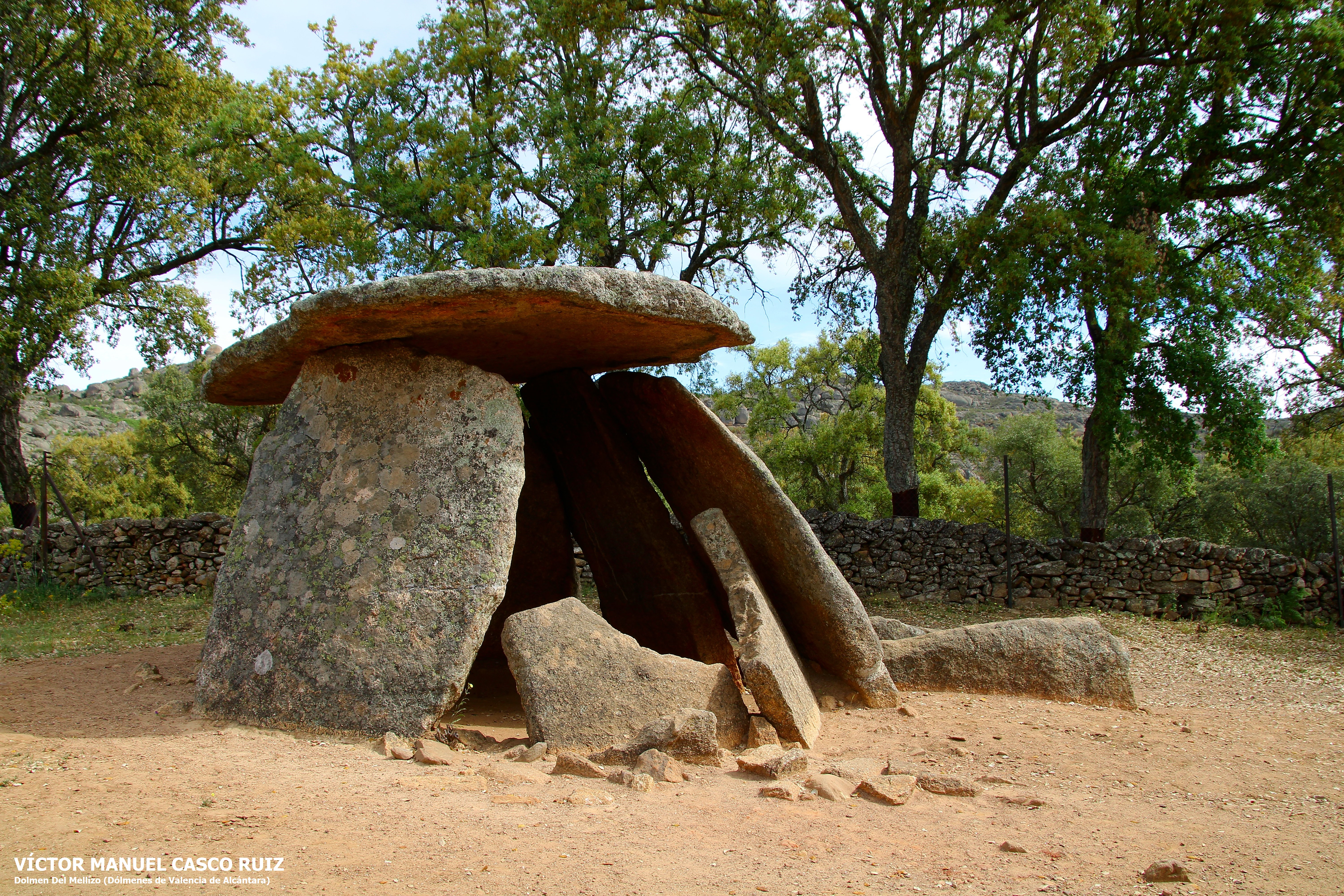
Anta de la Marquesa o El Mellizo
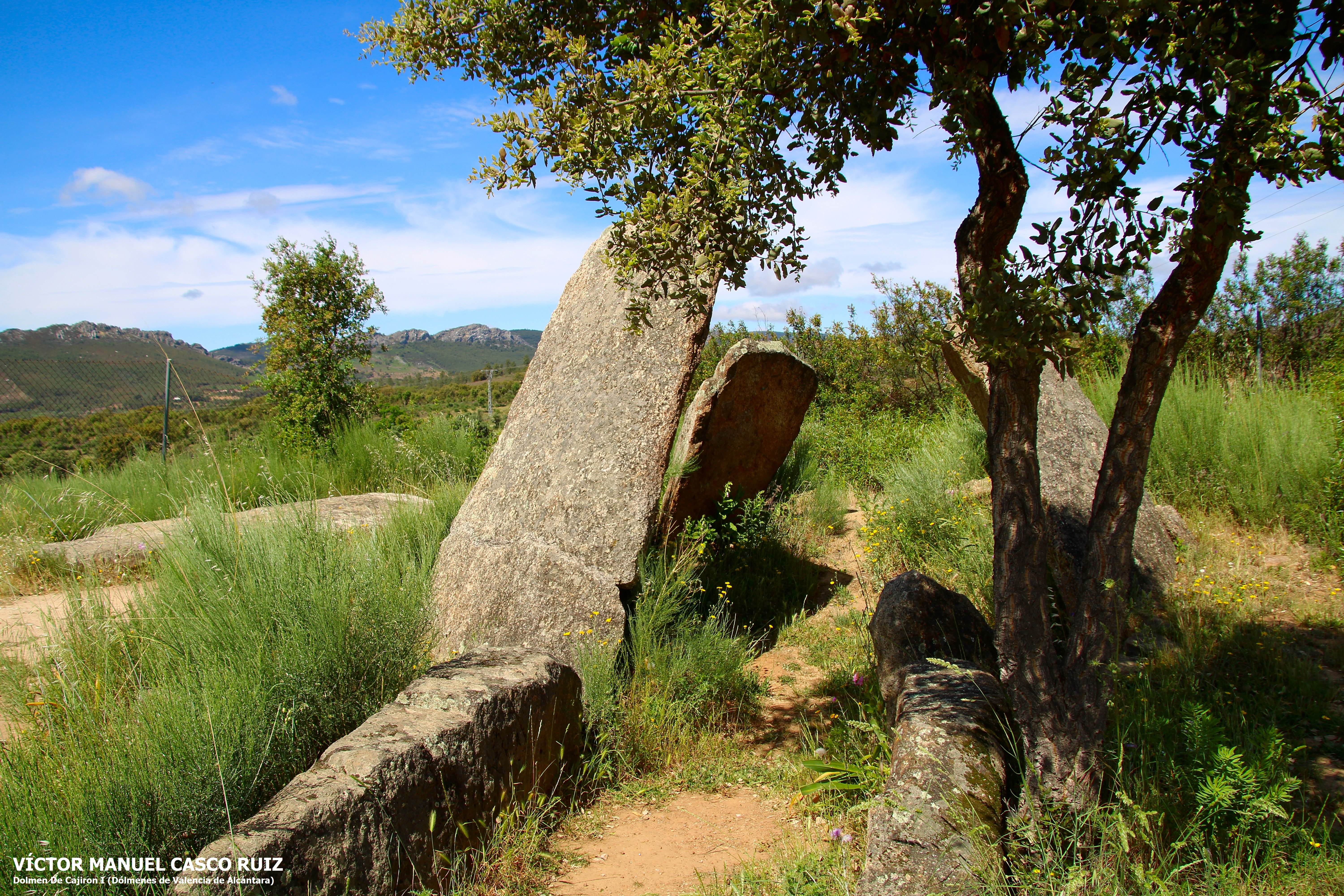
Cajirón I
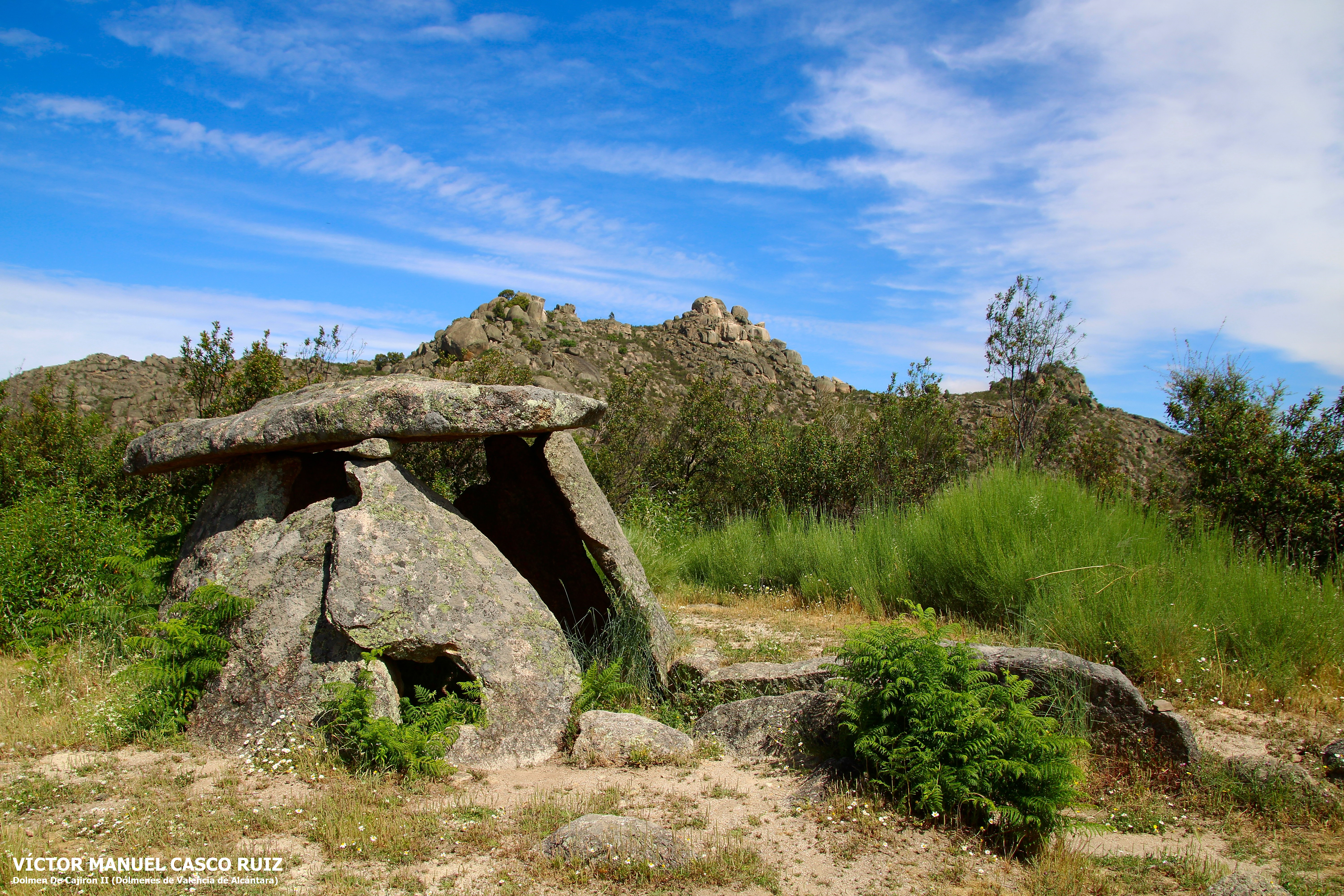
Cajirón II

Otros Dólmenes en Europa

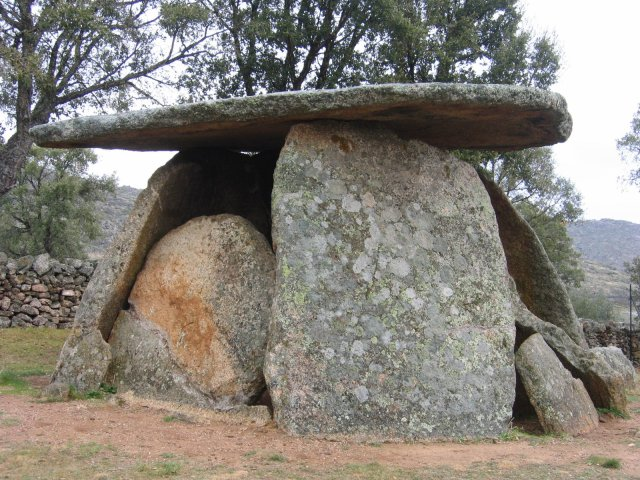
Dolmen del Mellizo en Valencia de Alcántara, Extremadura.
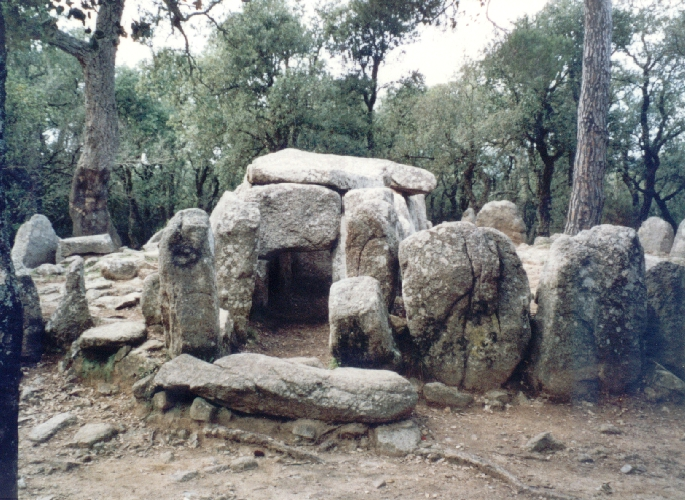
Cueva de Daina, Romanyá de la Selva, Gerona.
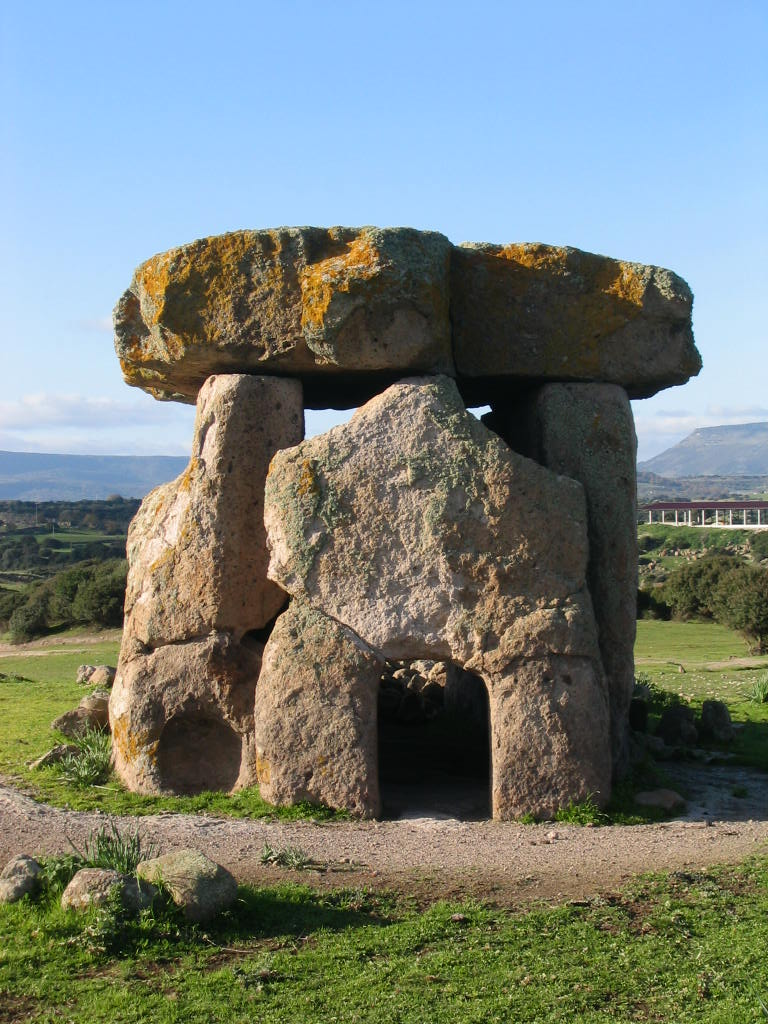
Dolmen de Sa Coveccada, en Mores, Cerdeña.
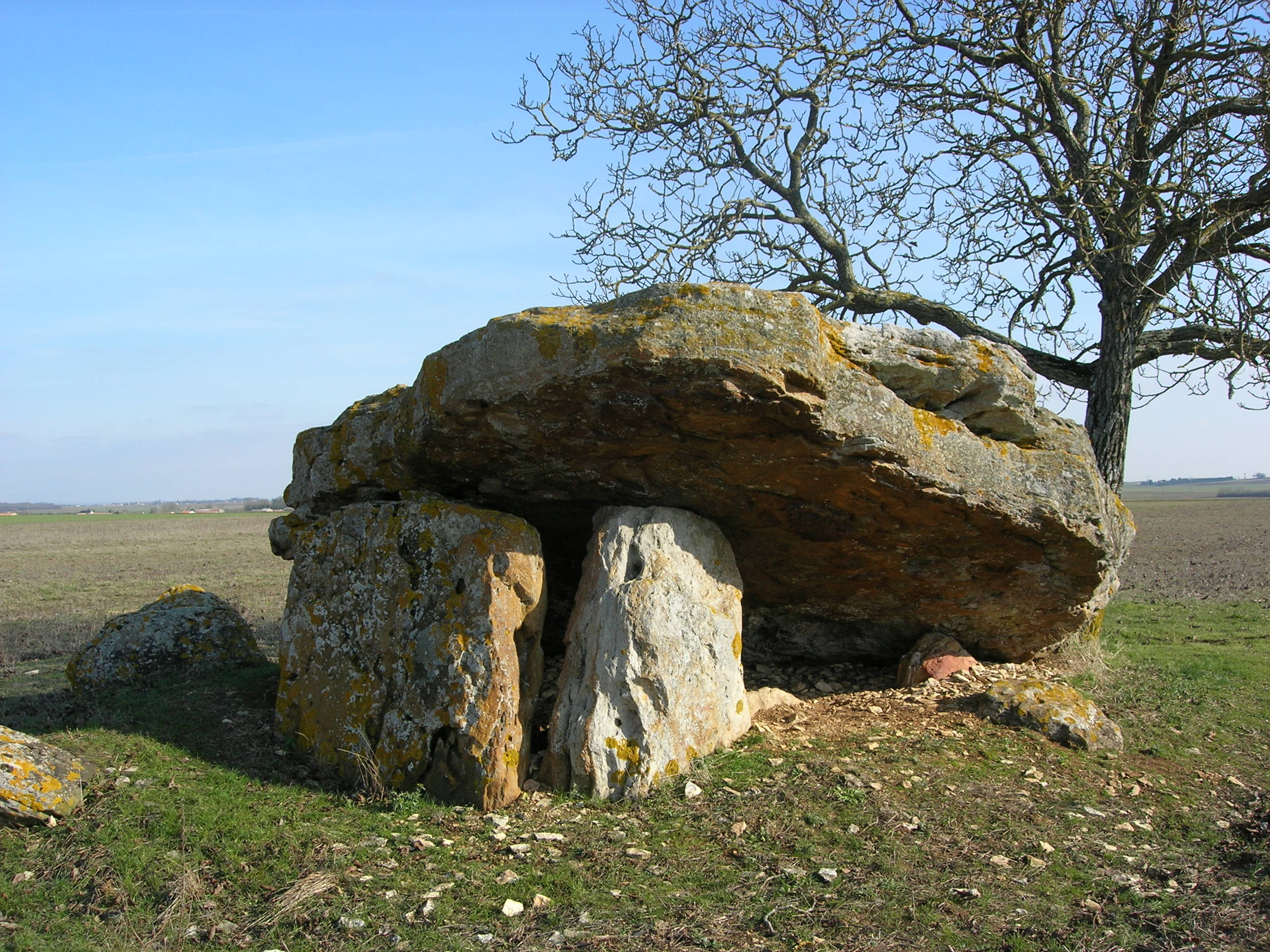
Dolmen de Poitou, Francia.
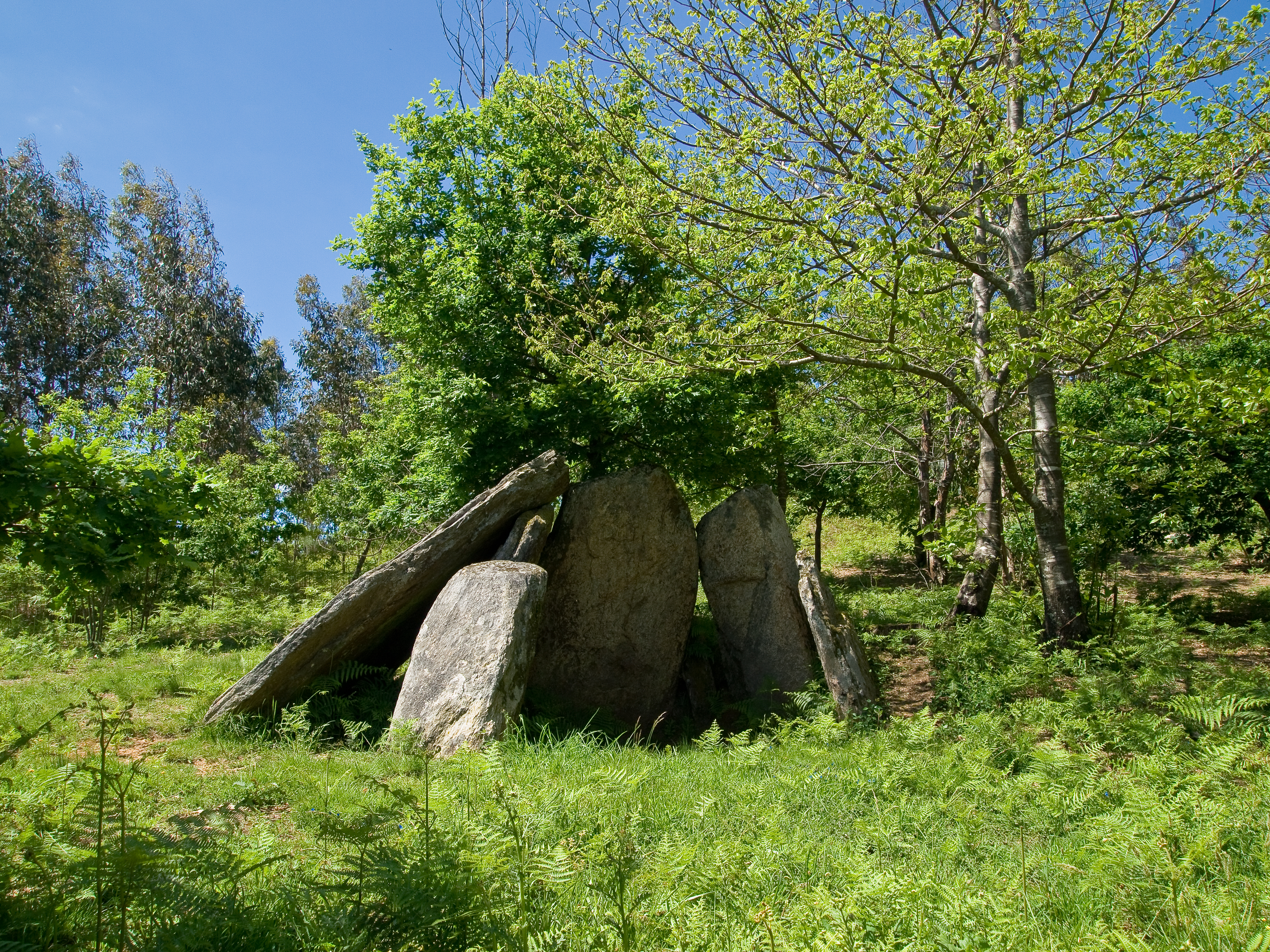
Dolmen a Casa dos Mouros en Vigo, España.
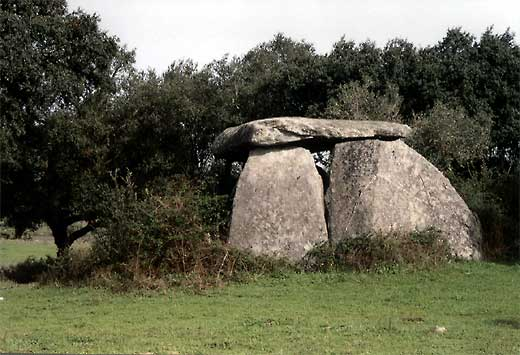
Dolmen de Paço das Vinhas, Portugal.
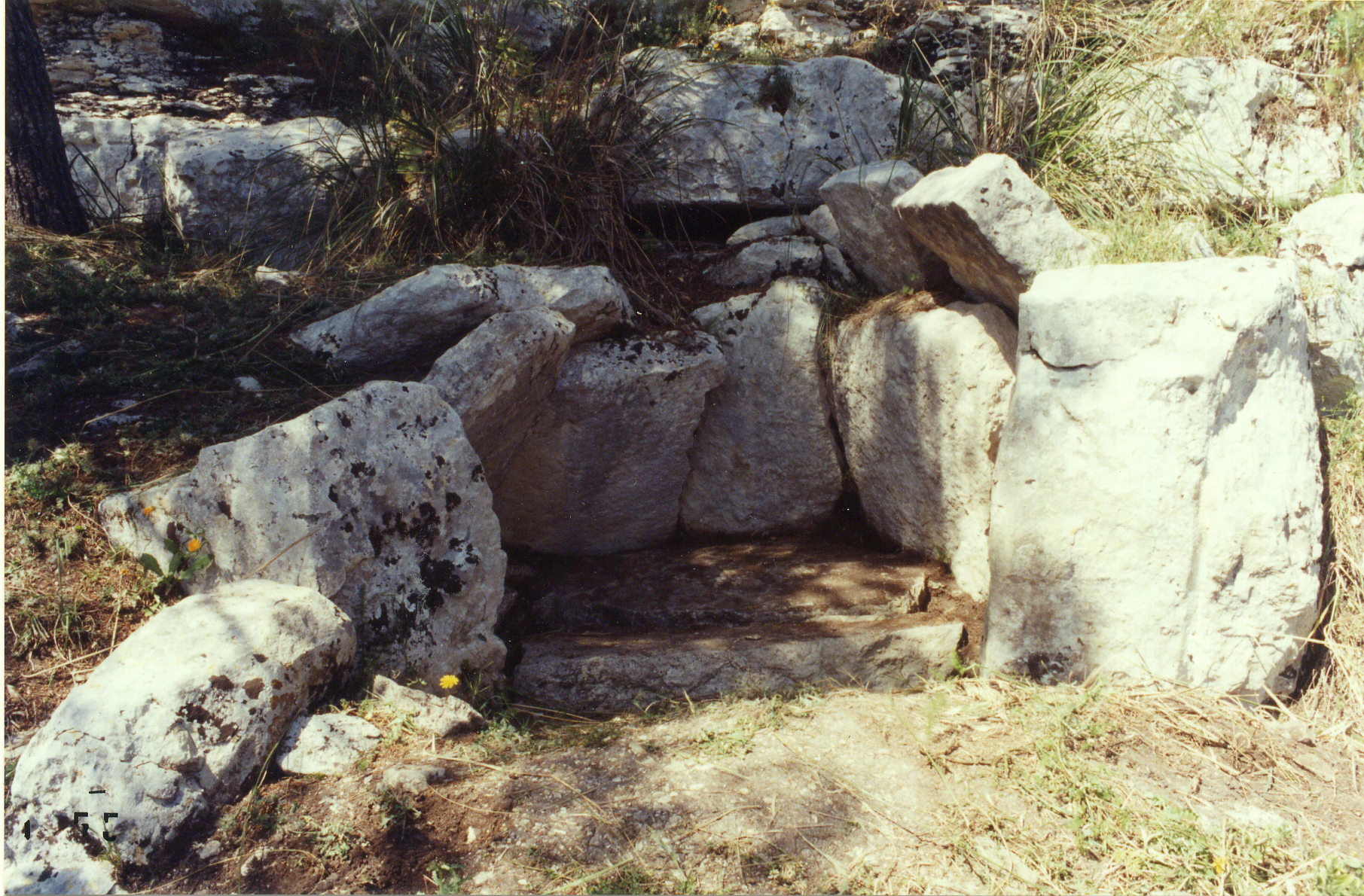
Dolmen de Cava dei Servi, Sicilia.
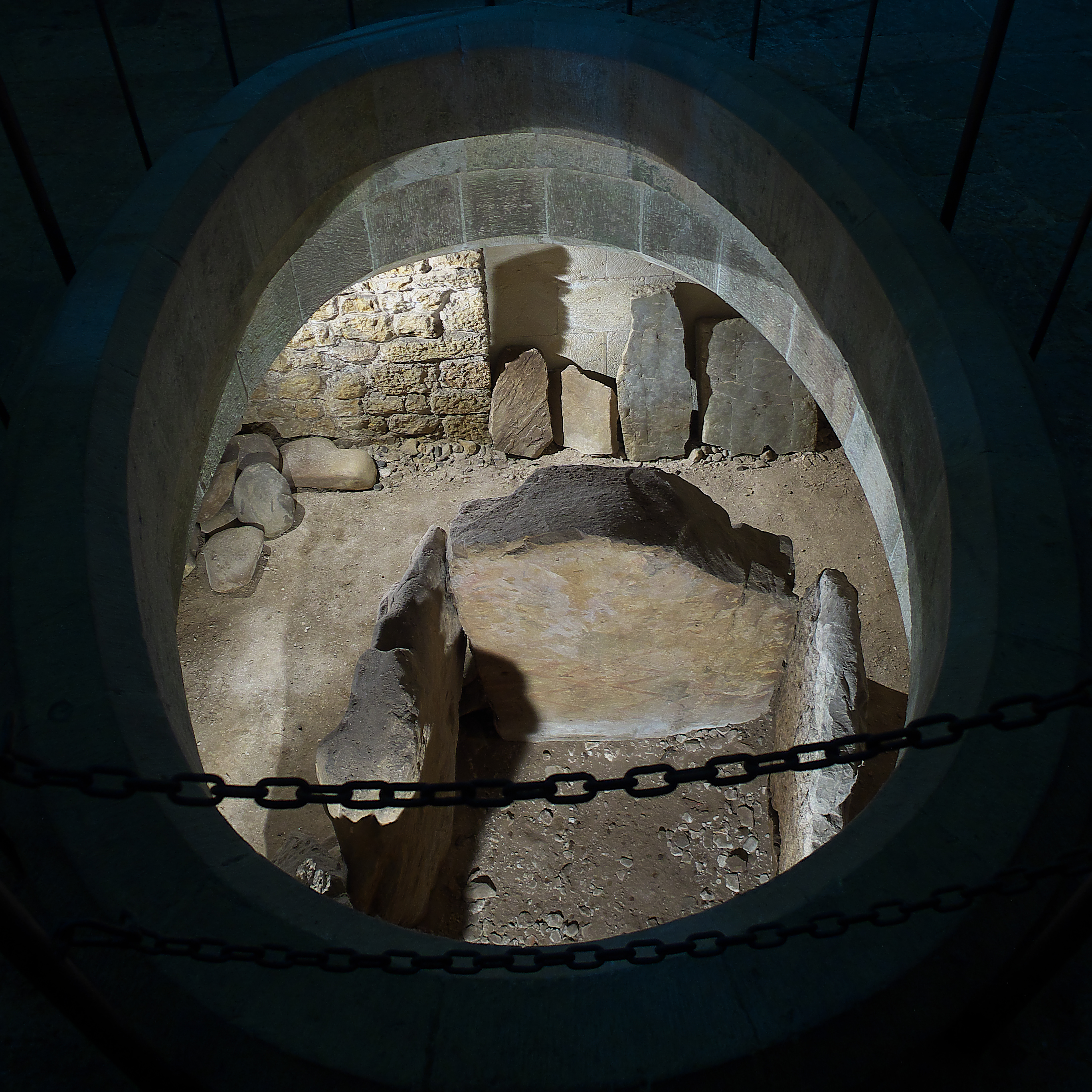
Dolmen de Santa Cruz. Cangas de Onís, Asturias.
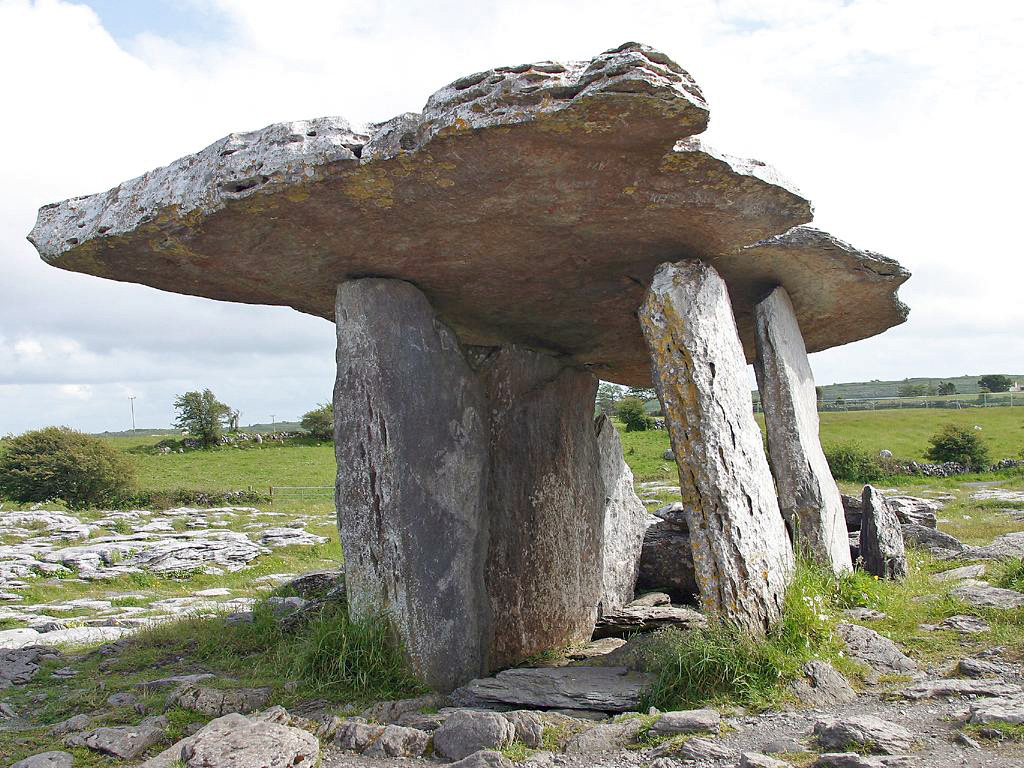
Dolmen de Poulnabrone, en The Burren, County Clare, Irlanda.
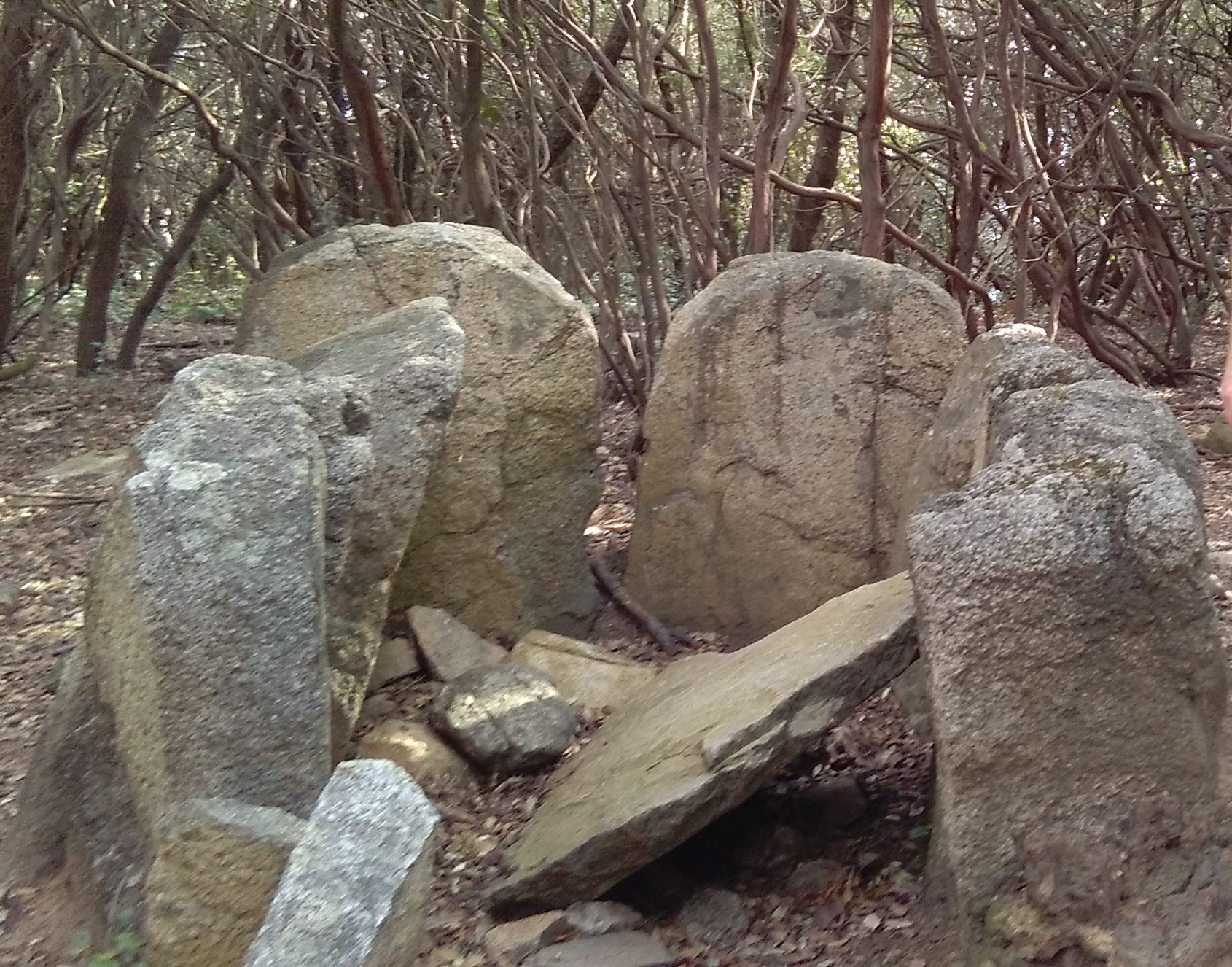
Dolmen Can Gurri Martorelles Cataluña
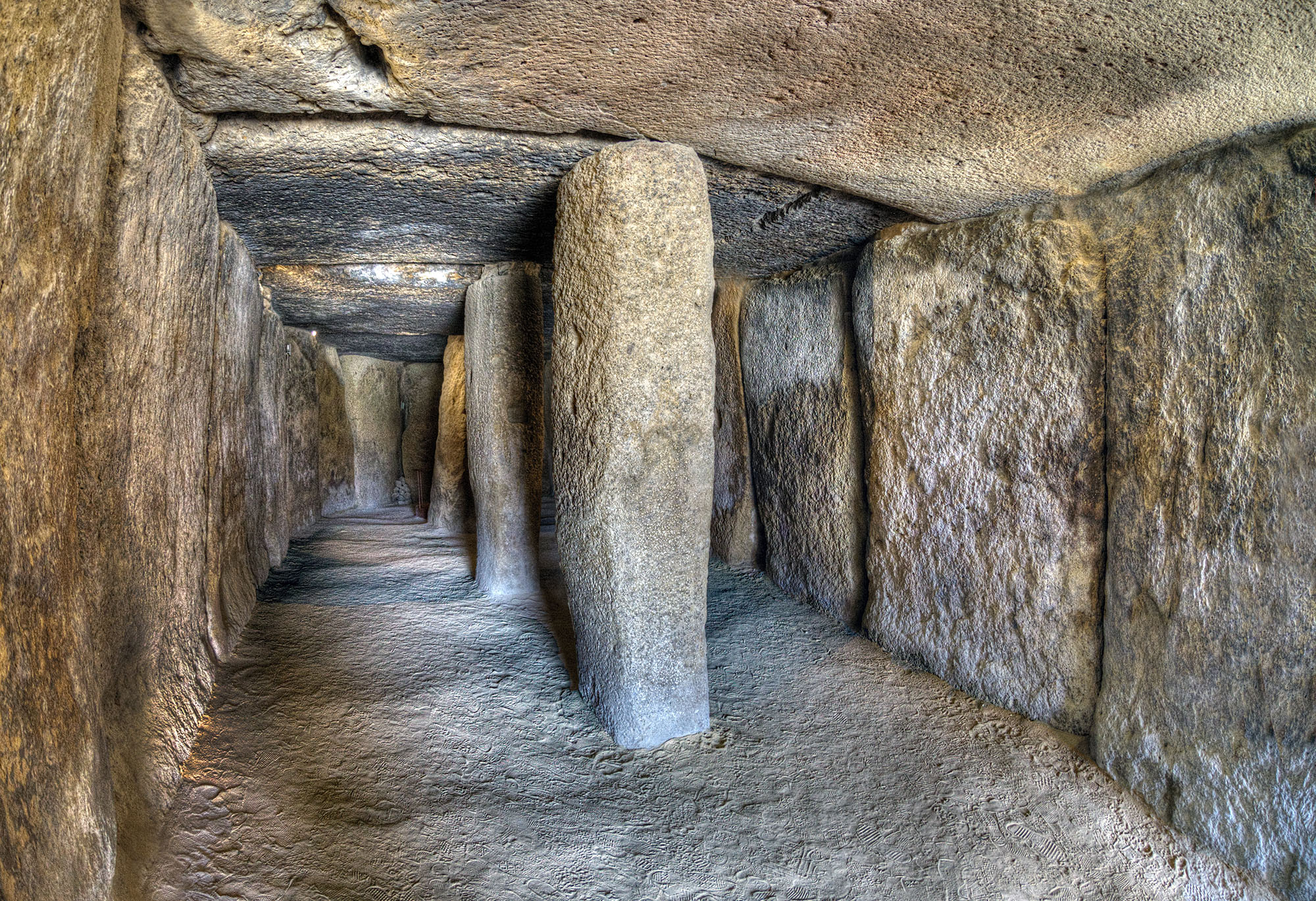
Dolmen de Menga, formado con varias losas como cubierta.
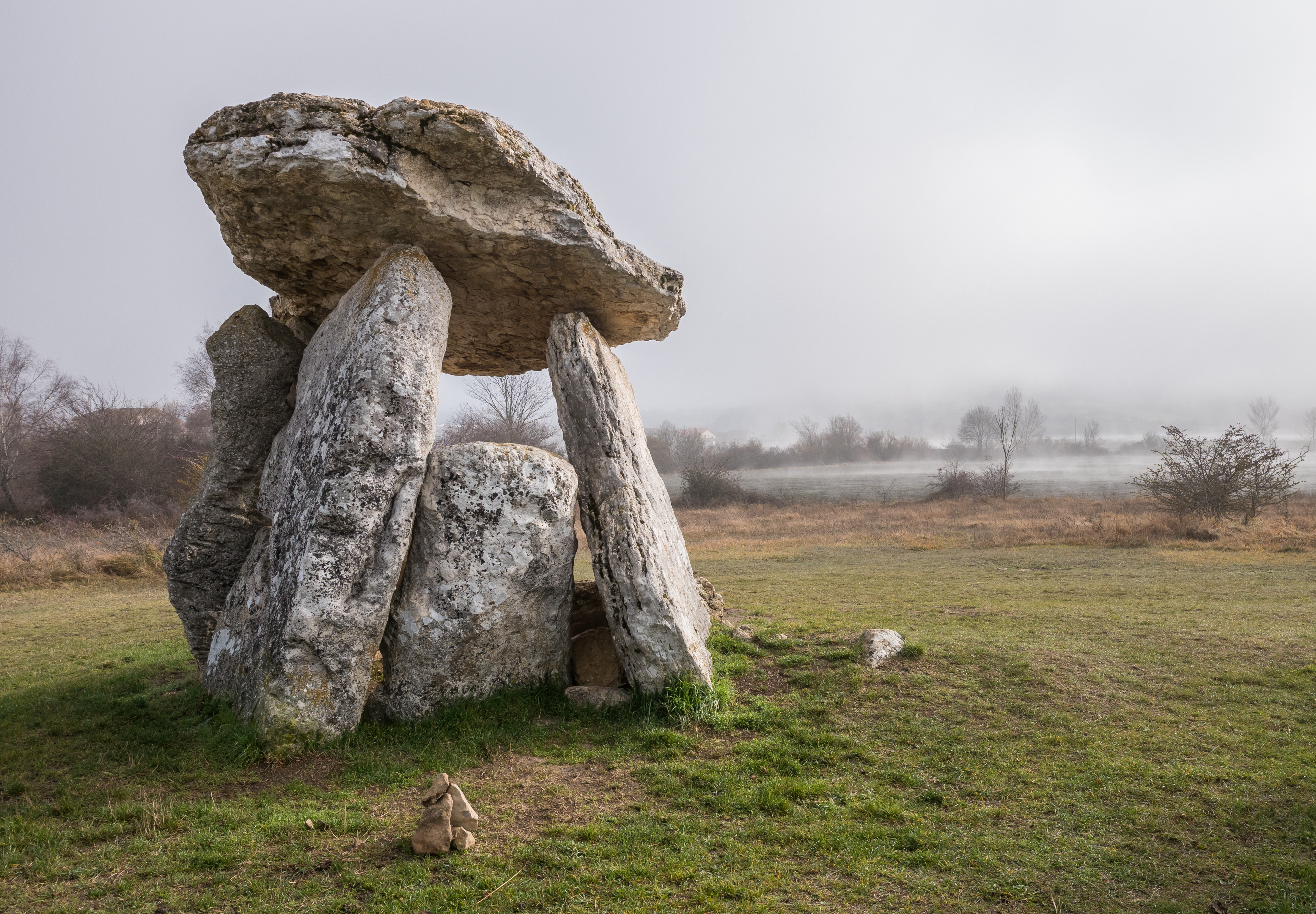
Dolmen de Sorginetxe, en Salvatierra (Álava).